# كاي نيلسن
كاي نيلسن (بالدنماركية: Kai Nielsen)‏ هو نحات ورسام دنماركي، ولد في 26 نوفمبر 1882 في سفينبورغ في الدنمارك، وتوفي في 2 نوفمبر 1924 في كوبنهاغن في الدنمارك.

## معرض صور

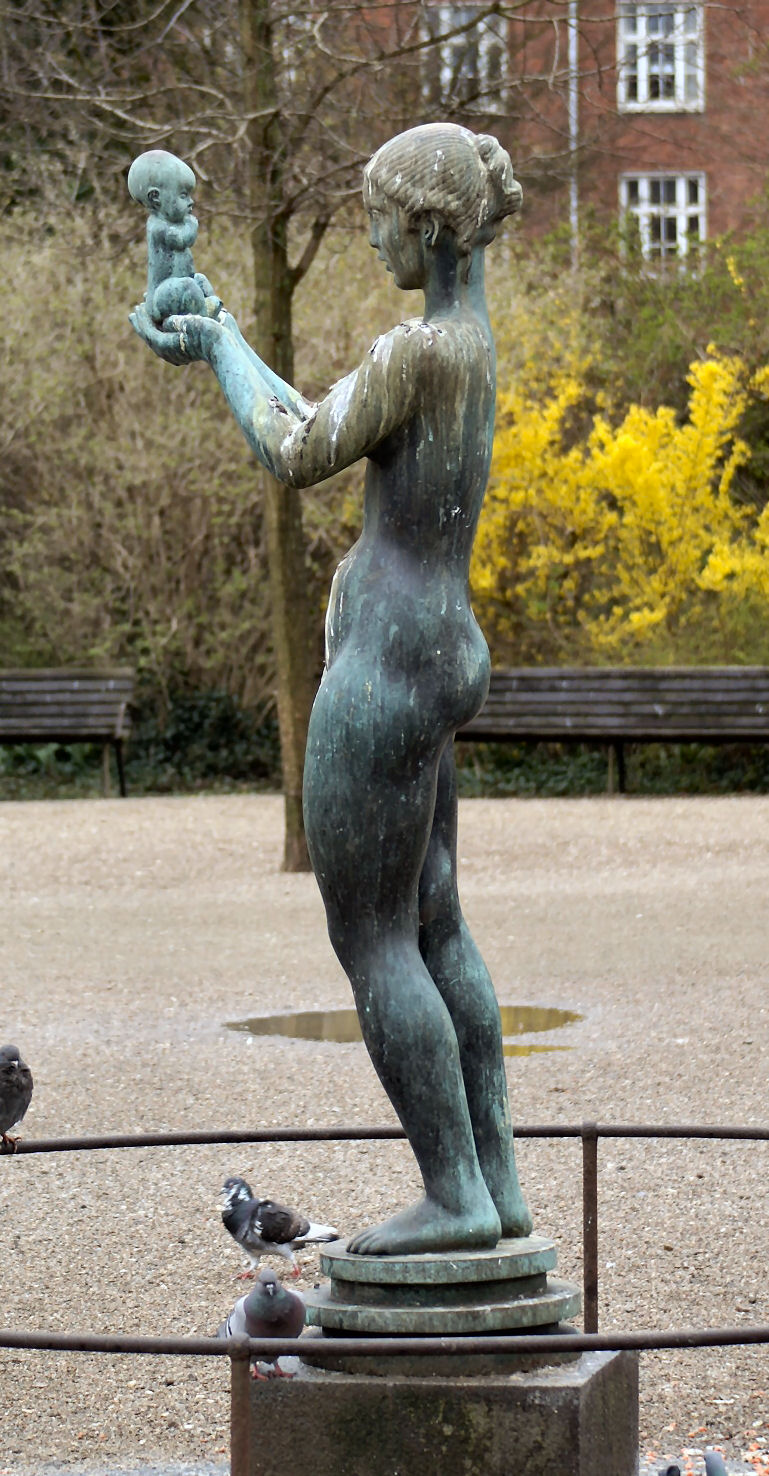
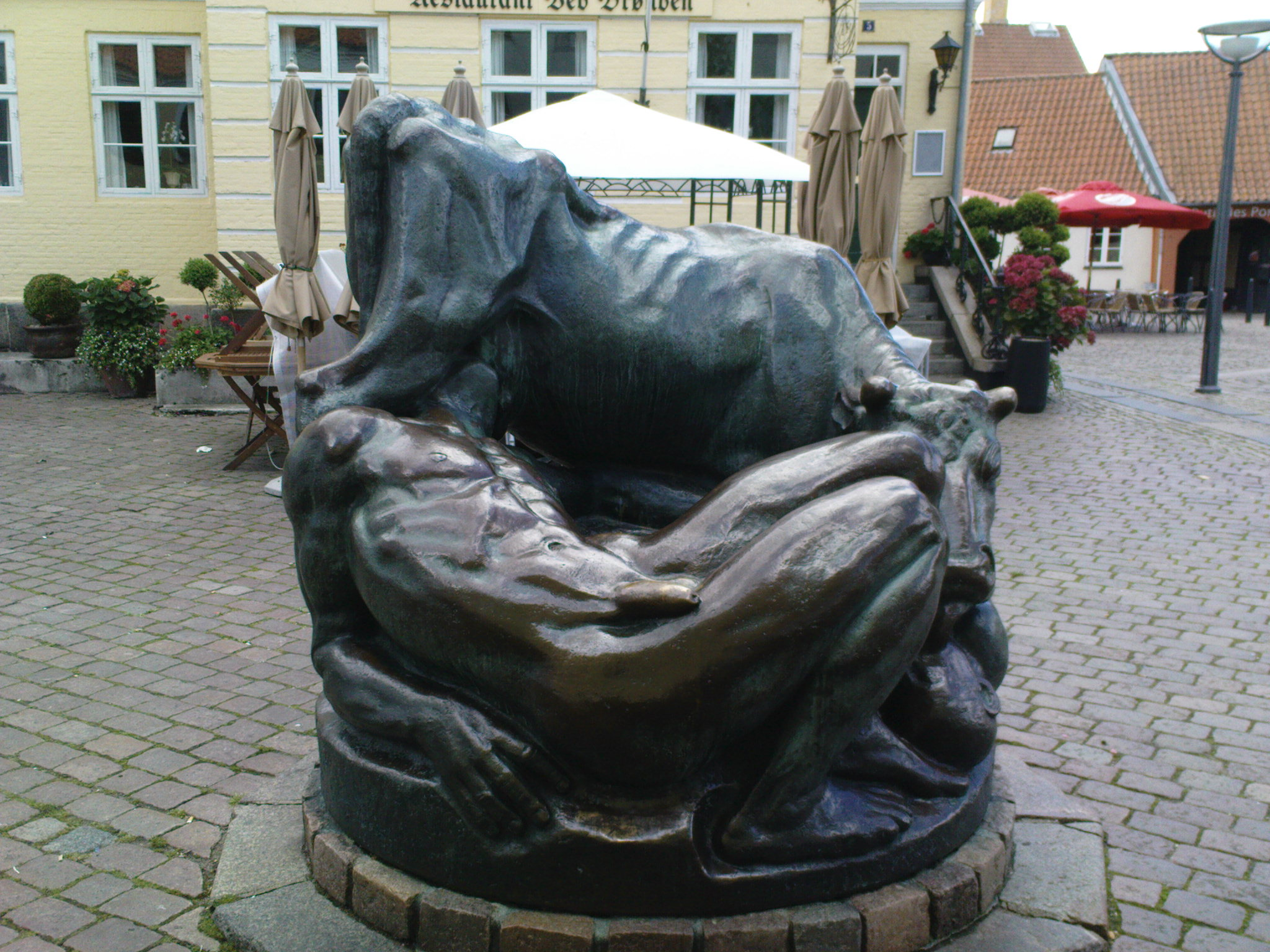
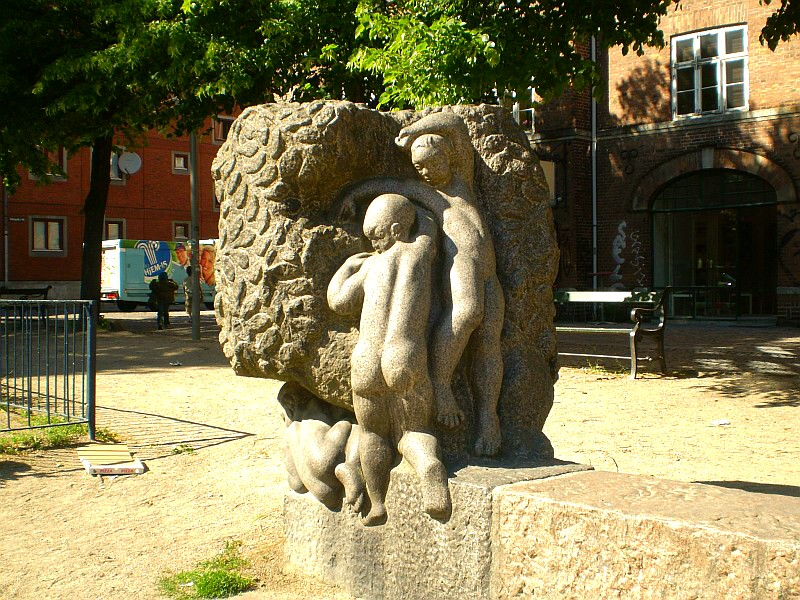
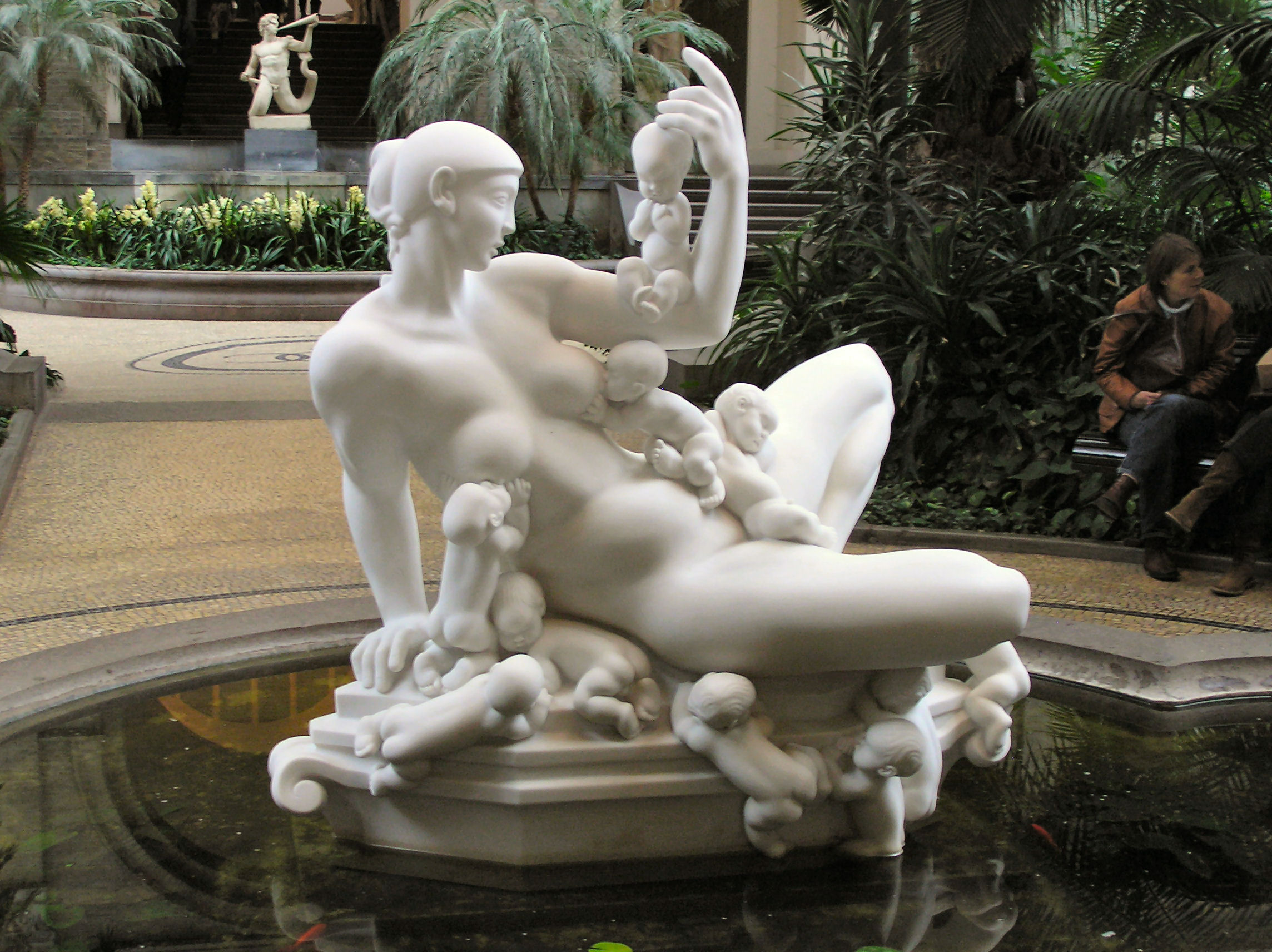
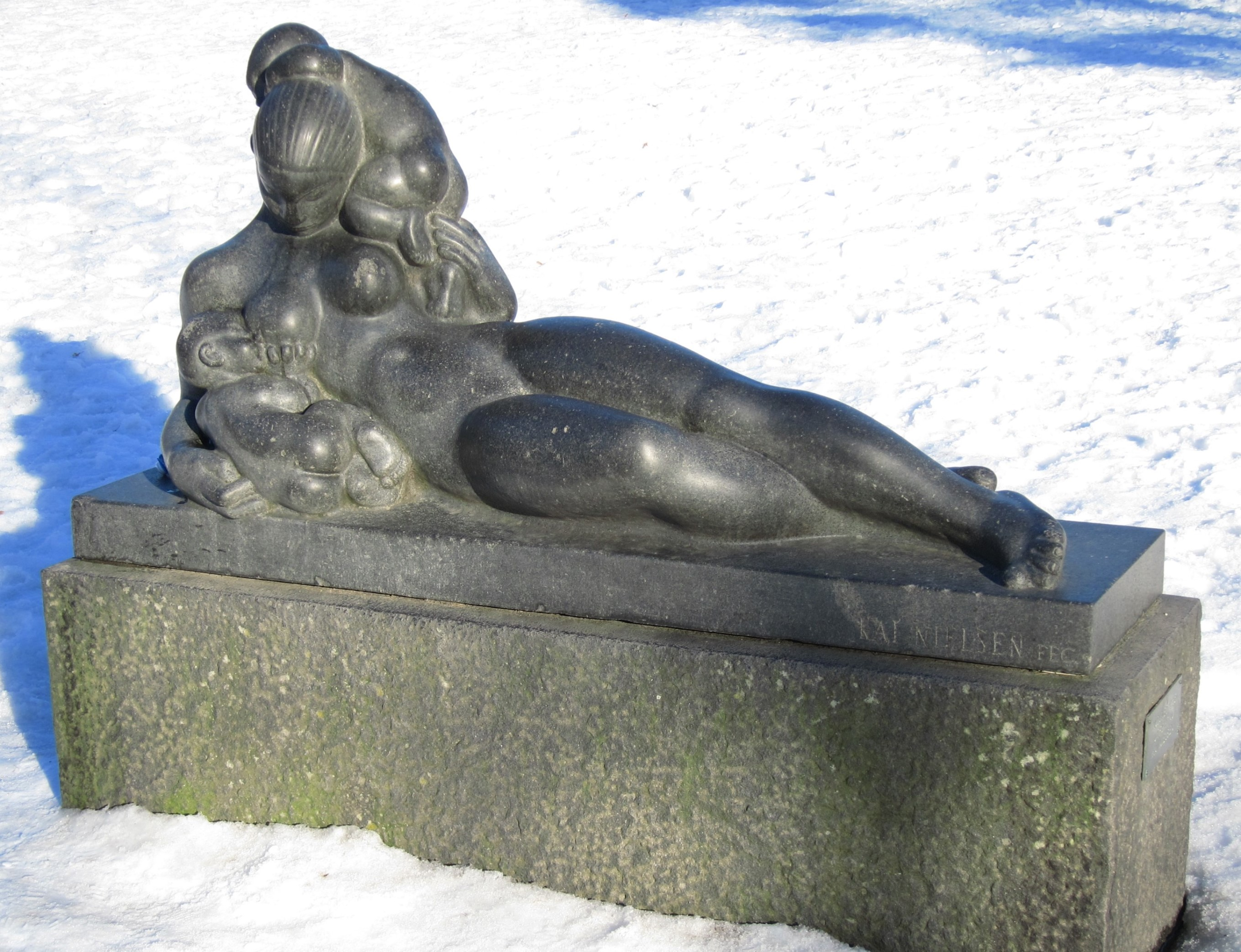